# Esteban Gutiérrez
Esteban Manuel Gutiérrez Gutiérrez (n. 5 august 1991, Monterrey, Nuevo León, Mexic) este un pilot de curse mexican care concurează în prezent în campionatul IMSA WeatherTech SportsCar pentru CrowdStrike Racing by APR. El este, de asemenea, pilot de dezvoltare pentru Mercedes AMG Petronas F1 Team. Anterior, din 2013 până în 2014, Gutiérrez a condus pentru echipa Sauber de Formula 1, dar și-a pierdut locul la sfârșitul sezonului 2014. Apoi, a semnat cu Ferrari ca pilot de teste și rezervă pentru 2015. Gutiérrez a condus pentru echipa Haas pentru sezonul 2016 de Formula 1.

## Cariera în Formula 1
| Sezon | Echipă         | Puncte      | Loc clasament general |
| ----- | -------------- | ----------- | --------------------- |
| 2011  | Sauber F1 Team | Pilot teste | -                     |
| 2012  | Sauber F1 Team | Pilot teste | -                     |
| 2013  | Sauber F1 Team | 6           | 16                    |
| 2014  | Sauber F1 Team | 0           | 20                    |
| 2016  | Haas F1 Team   | 0           | 21                    |

## Cariera în Motorsport
| Sezon | Competiție            | Puncte | Loc clasament general |
| ----- | --------------------- | ------ | --------------------- |
| 2009  | Formula 3 Euro Series | 26     | 9                     |
| 2010  | Formula 3 Euro Series | 0      | -                     |
| 2010  | GP3 Series            | 88     | 1                     |
| 2011  | GP2 Series            | 15     | 13                    |
| 2012  | GP2 Series            | 176    | 3                     |

1. ↑  „CrowdStrike Racing Embarks on LMP2 Program for 2023 IMSA Michelin Endurance Cup”. CrowdStrike Racing (în engleză). Accesat în 29 ianuarie 2023.
2. ↑  „Gutierrez seals 2016 F1 return with Haas”. formula1.com. 30 octombrie 2015. Accesat în 31 octombrie 2015.